# Camion blindé Bison
Pour les articles homonymes, voir Bison (homonymie).

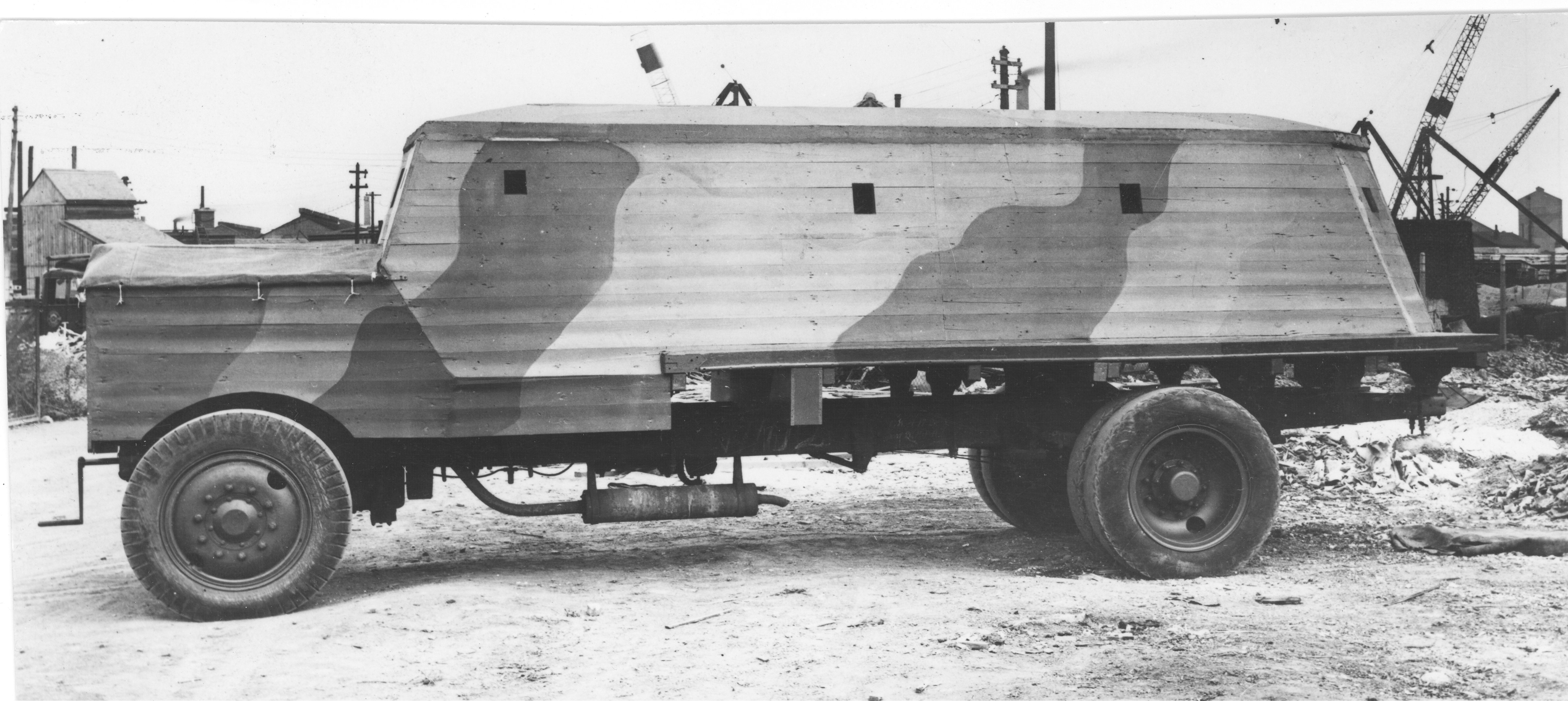
Camion blindé Bison utilisé par la Home Guard durant la Seconde Guerre mondiale

Le Bison était un véhicule de combat blindé improvisé, souvent considéré comme une casemate mobile. Les Bisons ont été produits en Grande-Bretagne pendant la crise de l'invasion de 1940-1941 contre une possible invasion des allemands. Construit sur un certain nombre de châssis de camion différents, il avait un compartiment de combat protégé par une couche de béton. Les Bisons ont été utilisés par la Royal Air Force (RAF) pour protéger les aérodromes et par la Home Guard. Ils ont acquis le nom générique de « Bison » de leur principal fabricant.

## Besoin
Avec la chute de la France en juillet 1940, le gouvernement du Royaume-Uni a déployé des efforts pour se préparer à répondre à la menace d'invasion. Un problème était la défense des aérodromes contre des troupes aéroportées allemandes.
La solution idéale pour protéger l'espace ouvert d'un aérodrome aurait été d'employer des chars et véhicules blindés. Cependant, l'armée britannique manquait d'équipement lourd en ayant abandonné une grande partie lors de l'évacuation de Dunkerque. Une alternative, qui ne serait pas en compétition pour l’armement conventionnel, était nécessaire.
Le Bison était en fait une casemate mobile qui pourrait être conduite en des positions défensives en cas de besoin, ou même être utilisée pour bloquer des pistes contre des atterrissages d'avions ennemis.

## Début

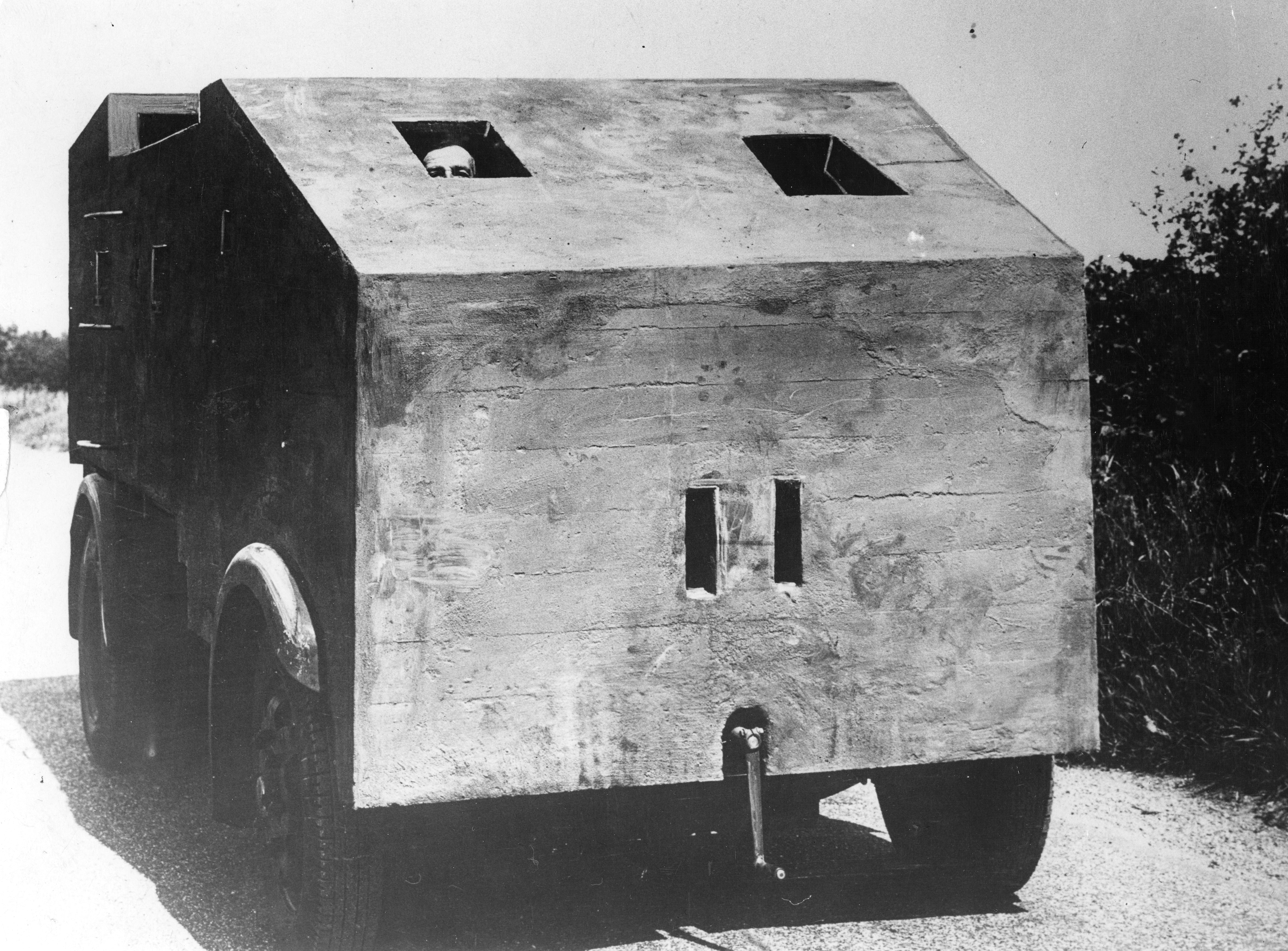
Bison à empattement court

Le Bison a été inventé par Charles Bernard Mathews  qui était directeur de Concrete Limited. À cette époque, il y avait de nombreuses tentatives d'improviser des véhicules blindés, mais Mathews avait les ressources ainsi qu'une approche professionnelle.
Mathews et son partenaire commercial John Goldwell Ambrose avaient été dans les Royal Engineers et avaient innové, en temps de guerre, avec des casemates et des abris en béton préfabriqués pendant la Première Guerre mondiale. Une des idées les plus originales de Mathews avait été d'empiler des sphères de béton de la taille d'un ballon de football sur le toit des abris antiaériens, l'idée étant qu'une bombe allait perdre son énergie en dispersant les sphères lourdes protégeant ainsi l'abri.
Mathews acheta 24 anciens châssis de camion sur lesquels il fonda les véhicules et réalisa un prototype pour le montrer aux autorités militaires locales. La critique a permis à Mathews de produire une version qui satisfaisait aux exigences de l'armée de terre. Mathews a déclaré : « Les casemates [mobiles] en béton ne prendront jamais la place de véhicules blindés et des chars, mais l'ennemi trouvera en eux un obstacle sérieux. Leur grande force est que n'importe qui peut les produire... une fois qu'il sait comment ».
Le logo de l'entreprise de Mathews (et le nom de la société d'aujourd'hui) était un bison, nom qui est devenu le label générique de ces véhicules.
Concrete Limited a acquis des châssis là où elle le pouvait, de nombreux étaient vieux et certains dataient de la Première Guerre mondiale, un avait même servi dans les services anti incendie et certains n'avaient même pas été modifiés pour passer de roues solides à des pneumatiques. Avec une telle diversité de châssis comme base, les Bisons ont forcément varié dans le détail, mais se décomposent en trois types distincts.
- Type 1 : c'est le plus léger. Il avait une cabine entièrement blindée et un petit compartiment de combat blindé avec un toit de toile.
- Type 2 : il avait une cabine blindée avec un toit de toile et un compartiment de combat séparé, entièrement clos, qui ressemble à une petite casemate sur l'arrière. Les communications entre le conducteur et l'équipage devaient être difficiles.
- Type 3 : il est le plus lourd et le plus grand, avec une cabine et un compartiment de combat contigus, entièrement ceinturé d'un blindage en béton[6].

## Production
L'acier était une ressource précieuse en temps de guerre si bien que le béton a été choisi pour le blindage de ces casemates. Tous les châssis de camion disponibles ont été utilisés, le poids du béton faisait que seuls les châssis lourds ont été adaptés.
Les camions arrivaient à la Concrete Limited's Stourton Works à Leeds, où la carrosserie métallique d'origine était supprimée et remplacée par des coffrages en bois, dans lesquels trois feuilles de treillis étaient placées en renfort, puis était coulé du béton à haute résistance et à prise rapide (béton à base de ciment alumineux). Les joints dus au jeu entre les planches sont une caractéristique notable de ces véhicules.
Quand le véhicule était équipé d'un toit, il était construit à partir de béton préfabriqué. Les parois avaient environ 150 mm d'épaisseur et résistaient bien au pistolet mitrailleur Bren et aux balles antiblindage.
Le nombre de Bison produits n'est pas clairement établi ; les estimations varient entre deux et trois cents unités. En raison de la résistance du béton au temps, quelques traces du Bison subsistent encore aujourd'hui alors que rien ne reste de l'Armadillo plus facilement recyclé.
Ces casemates mobiles ont reçu une publicité importante à l'époque. Elles ont été brièvement décrites dans The Times et plus longuement dans le magazine Commercial Motor.

## Performance
Malgré les piètres performances de leur blindage en béton non armé contre les armes lourdes, ils étaient tout à fait adéquats pour se défendre contre les parachutistes allemands équipés d'armes légères, troupes ennemies attendues sur les aérodromes.
Ce ne sont absolument pas des "véhicules blindés", mais simplement des casemates qui pouvaient être déplacés d'un endroit à un autre. Il était supposé se déplacer « à la vitesse d'un camion normal » mais en pratique, il a été principalement affecté sur les aérodromes qui étaient plats. La plupart avaient de la difficulté à bouger à cause de leur excès de poids, une mauvaise visibilité et un refroidissement réduit. Quelques-uns ont complètement cassé et ont été soit remorqués, soit abandonnés sur place. Ceux construits sur des châssis de wagon à vapeur (en) ont bien supporté le poids supplémentaire une fois les chaudières retirées, mais n'étaient plus motorisés.

## Exemplaires subsistants

### Musée des blindés de Bovington

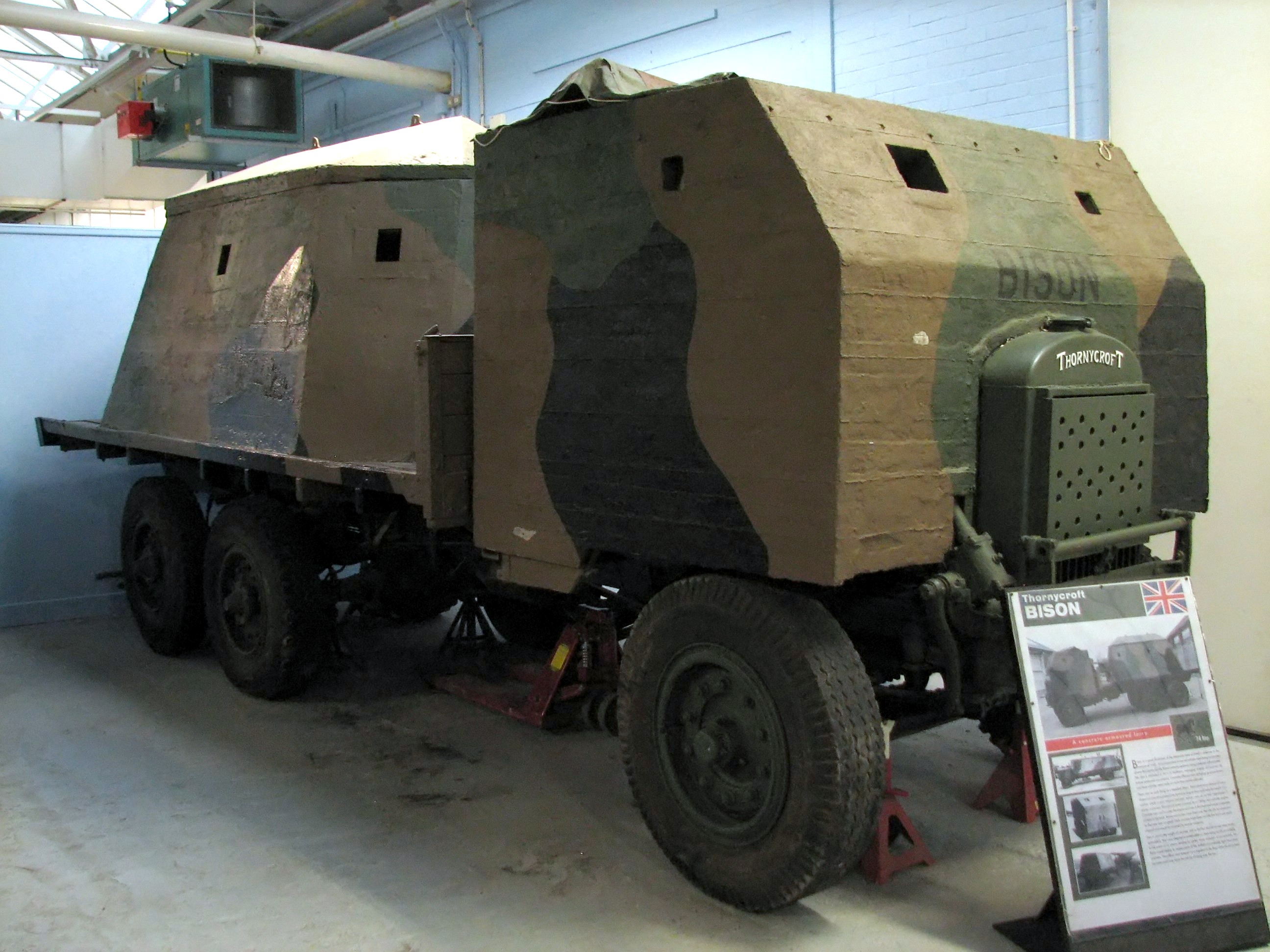
Thornycroft, Bison de type 2 exposé à Bovington

Un Bison complet de type 2, reconstruit à partir de pièces existantes et d'un châssis de camion de l'époque, est exposé au musée des blindés de Bovington. Cet exemplaire est un Thornycroft Tartar de 3 tonnes, 6x4 de 1931 ou plus tard,. Ce châssis là était un châssis militaire de type Cab over de Tartar, utilisé comme un camion de 3 tonnes pour le service général. Les Tartar militaires avaient une roue sur chaque côté de l'essieu arrière, les modèles civils avaient les roues jumelées de chaque côté.
L'accès à la casemate situé à l'arrière se fait par une trappe découpée dans la plateforme du camion. La cabine blindée, ouverte sur le dessus, est accessible en l'escaladant. Les premiers exemplaires avaient un seul compartiment rectangulaire sur les deux sections, mais des compartiments séparés aux parois inclinées permettaient d'économiser du poids. Quelques exemplaires ont été construits avec des cabines non blindée, soulignant les limites de leur mobilité réduite et militant pour un positionnement préalable. Bien que des tentatives aient souvent été prises pour protéger le moteur et le radiateur très vulnérables, celui-ci a simplement été recouvert d'une plaque légère d'acier sur plus de la moitié du radiateur, laissant la boite de vitesses exposée.
À cette période, il est peu probable qu'un camion militaire relativement moderne aurait été sacrifié de cette manière, étant trop précieux pour remplacer les pertes après Dunkerque. Le Bison du musée a été construit récemment, à partir d'une casemate arrière d'origine et d'un châssis d'origine différente, la section de cabine avant étant une reproduction moderne faite par le musée des transports de l'armée de Beverley. La suspension de cet exemplaire repose sur l'essieu afin d'éviter l'aplatissement des pneus.

### Centre du patrimoine aéronautique du Lincolnshire
Ce Bison avait été utilisé par la Home Guard pour défendre la base de Digby (en) dans le North Kesteven. Plus tard dans la guerre, Digby a été déclassé et donc la protection supplémentaire de l'aérodrome n'était plus nécessaire. Il a été pendant un moment entreposé à Ferrybridge, dans le Yorkshire et a été utilisé pour défendre un barrage routier sur l'A15 (en) juste à l'extérieur de Sleaford. Vers la fin de la guerre, il a été abandonné dans un bosquet à côté de l'A15 près de l'extrémité de Lane Quarington. Il a été dépouillé et vandalisé les années suivantes, jusqu'à ce que finalement le châssis soit reconverti pour être utilisé comme une remorque agricole. En 1988, le Lincolnshire Aircraft Recovery Group a appris l'existence de ces vestiges et des recherches ont révélé ce qu'il était vraiment,.
Le 22 mars 1991, les restes du Bison ont été emmenés au Centre du patrimoine aéronautique du Lincolnshire (en). Il conserve des traces de peinture de camouflage, et l'une des sections a son coffrage en bois d'origine,.